# Polystira lindae
Polystira lindae é uma espécie de gastrópode do gênero Polystira, pertencente a família Turridae.